# Timothy Mack
Timothy Mack, conegut com a Tim, (Cleveland, 15 de setembre de 1972) és un saltador de perxa estatunidenc, medalla d'or als Jocs Olímpics d'Atenes 2004.
El mateix any va aconseguir el 2n lloc a la final de la IAAF World Athletics, amb el resultat de 6.01 m, entrant a formar part de l'exclusiu "club dels 6 metres" de saltadors del perxa que han aconseguit saltar els 6 metres.
El 2001 havia guanyat ja la medalla d'or als Jocs de Goodwill a Brisbane, Austràlia, on l'altura de sortida estava situada a 5.80 metres.
Va ser també campió dels campionats Indoor dels EUA el 2002 on l'altura de sortida estava situada a 5.70 metres.
Mack es va graduar a la Universitat de Tennessee. Abans de Tennessee, va passar dos anys a la Universitat de Malone. Va ser campió de la NAIA i va guanyar una beca per a estudiar a la Universitat de Tennessee.
A Tennessee, va ser campió de la SEC Indoor 2005 on l'altura de sortida estava situada a 5.50 metres. El mateix any va guanyar el títol de la NCAA Indoor, on l'altura de sortida estava situada a 5.60 metres.
Va acabar 7è als campionats a l'aire lliure de la NCAA on l'altura de sortida estava situada a 5.30 matres.
El seu entrenador és Jim Bemiller.
Actualment viu i entrena a l'Olympic Training Center de Chula Vista (Califòrnia).
Va patir una intervenció quirúrgica a l'espatlla el 2006 però va fer una ràpida recuperació per a tornar a la perxa i saltar 5.85 metres en una competició local a Chula Vista.